# 最後の初恋
『最後の初恋』（Nights in Rodanthe）は、ニコラス・スパークスの小説、及びそれを原作とした映画。
アメリカでは2002年9月に、日本では2008年9月に出版。

## あらすじ
ノースカロライナ州の田舎町ロダンテで、親友の代わりに5日間だけホテルの運営をすることになったエイドリアン。この時期にやって来たのは無愛想な医師ポール、たった一人だけの客だった。

## 映画
アメリカでは2008年9月26日に、日本では2008年9月27日に、共にワーナー・ブラザース配給で公開。
リチャード・ギアとダイアン・レインは『コットンクラブ』、『運命の女』に続く3度目の共演となった。

### キャスト
※括弧内は日本語吹替
- ポール・フラナー - リチャード・ギア（安原義人）
- エイドリアン・ウィリス - ダイアン・レイン（塩田朋子）
- ロバート・トーレルソン - スコット・グレン（糸博）
- ジャック・テイラー - クリストファー・メローニ（大川透）

エイドリアンの夫。
- ジーン - ヴィオラ・デイヴィス（福田如子）

エイドリアンの親友。
- マーク・フラナー - ジェームズ・フランコ（花輪英司）

ポールの息子。
- ドット - ベッキー・アン・ベッカー

店の女主人。
- チャーリー・トーレルソン - パブロ・シュレイバー（丸山壮史）

ロバートの息子。
- アマンダ・テイラー - メイ・ホイットマン（武田華）

エイドリアンの娘。
- ダニー・テイラー - チャーリー・ターハン

エイドリアンの息子。
- ジェニー - キャロリン・マコーミック
- 老人 - テッド・マンソン
- ジーンの恋人 - アトー・エッサンドー
- 看護師 - ジェシカ・ルーカス

### スタッフ
- 監督 - ジョージ・C・ウルフ
- 製作 - デニーズ・ディ・ノヴィ
- 製作総指揮 - ダグ・クレイボーン、アリソン・グリーンスパン、デイナ・ゴールドバーグ、ブルース・バーマン
- 脚本 - アン・ピーコック、ジョン・ロマーノ
- 撮影 - アフォンソ・ビアト
- プロダクションデザイン - パトリツィア・フォン・ブランデンスタイン
- 衣装デザイン - ヴィクトリア・ファレル
- 編集 - ブライアン・A・ケイツ
- 音楽 - ジャニーン・テソリ